# Сиськи (песня)
«Си́ськи» (также «Преображе́ние») — песня группы «Ленинград», на которую 1 сентября 2016 года был выпущен клип, снятый режиссёром Анной Пармас.
Клип продолжает сюжетную линию клипа «Экспонат». В главной роли снялась актриса Любовь Константинова, в других ролях — Марина Доможирова, Юлия Топольницкая, известная по участию в клипе «Экспонат», и актёры, снявшиеся в предыдущем видео группы «В Питере — пить». Только за первые 2 месяца клип набрал около 27 миллионов просмотров на YouTube. А ещё спустя 3 года клип имел уже около 100 млн просмотров.

## Отзывы
Журналист Александр Невзоров одним из первых увидел клип, до его публикации. По его оценке, у Шнурова получилось произведение, актуальное во все времена, и одновременно — портрет сегодняшнего человека в его будничности, низменности.
Сразу после выхода клипа LIFE обратился за комментариями к музыканту Юрию Лозе, критику Артемию Троицкому и продюсеру Александру Кушниру. Лоза негативно отозвался о творчестве группы в целом и новой песне в частности, отметив её примитивизм и отсутствие поэзии. Кушнир, как и Невзоров, отметил реалистичное отображение низовой культуры общества, а самого Шнурова назвал современным Максимом Горьким, причислив его к «большим поэтам и художникам, тонко чувствующим время», а за смелость назвал авангардистом. Он также отметил огромный элемент самоиронии в песне. Троицкий высоко оценил работу над видеоклипом, который, по его мнению, получился интереснее песни, охарактеризованной критиком как «скучная, исполненная вяловато». В музыке он отметил гитарные переборы в начале композиции, а в тексте — юмор и в достаточной степени актуальность, хотя тема современных девушек в творчестве «Ленинграда» показалась критику ненужным повторением. В целом Троицкий поставил произведение ниже, чем предыдущие популярные работы Шнурова — «Экспонат» и «В Питере — пить».